# Agua Fría, Pinal de Amoles
Agua Fría är en ort i Mexiko.   Den ligger i kommunen Pinal de Amoles och delstaten Querétaro Arteaga, i den centrala delen av landet, 200 km norr om huvudstaden Mexico City. Agua Fría ligger 1 815 meter över havet och antalet invånare är 170.
Terrängen runt Agua Fría är varierad. Runt Agua Fría är det ganska tätbefolkat, med 54 invånare per kvadratkilometer. Närmaste större samhälle är Jalpan, 13,4 km nordost om Agua Fría. I omgivningarna runt Agua Fría växer huvudsakligen savannskog.